# Saison WNBA 1999
Navigation
Saison 1998 Saison 2000
La saison WNBA 1999 est la 3e saison de la WNBA. La saison régulière se déroule du 10 juin 1999 au 21 août 1999. Les playoffs commencent le 24 août 1999 et se terminent le 5 septembre 1999 avec le dernier match des finales WNBA remporté par les Comets de Houston aux dépens du Liberty de New York 2 manches à 1.
Les Comets remportent leur troisième titre consécutif de champion WNBA.

## Faits notables
- Le All-Star Game 1999 s'est déroulé au Madison Square Garden à New York. Les All-Stars de l'Ouest l'ont emporté sur les All-Stars de l'Est 79-61. Lisa Leslie a été élue MVP.
- Le premier choix de la draft, qui s'est tenue le 4 mai 1999, est Chamique Holdsclaw, sélectionnée par les Mystics de Washington. Une draft d'expansion est organisée le 6 avril 1999 afin de constituer les effectifs des deux nouvelles franchises arrivées dans la ligue cette saison.
- Deux nouvelles franchises sont créées lors de cette saison 1999 : le Miracle d'Orlando et le Lynx du Minnesota. Le calendrier de la saison régulière passe en conséquence de 30 à 32 matchs.

## Classement de la saison régulière

### Par conférence
V = victoires, D = défaites, PCT = pourcentage de victoires, GB = retard (en nombre de matchs)
| Équipe                | V  | D  | PCT. | GB |
| --------------------- | -- | -- | ---- | -- |
| Liberty de New York   | 18 | 14 | 56.3 | -  |
| Shock de Détroit      | 15 | 17 | 46.9 | 3  |
| Sting de Charlotte    | 15 | 17 | 46.9 | 3  |
| Miracle d'Orlando     | 15 | 17 | 46.9 | 3  |
| Mystics de Washington | 12 | 20 | 37.5 | 6  |
| Rockers de Cleveland  | 7  | 25 | 21.9 | 11 |

| Équipe                 | V  | D  | PCT. | GB |
| ---------------------- | -- | -- | ---- | -- |
| Comets de Houston      | 26 | 6  | 81.3 | -  |
| Sparks de Los Angeles  | 20 | 12 | 62.5 | 6  |
| Monarchs de Sacramento | 19 | 13 | 59.4 | 7  |
| Mercury de Phoenix     | 15 | 17 | 46.9 | 11 |
| Lynx du Minnesota      | 15 | 17 | 46.9 | 11 |
| Starzz de l'Utah       | 15 | 17 | 46.9 | 11 |

| Qualifié pour les playoffs |

## Playoffs
Les trois premières équipes de chaque Conférence sont qualifiées pour les playoffs. Les équipes classées numéro 2 et 3 s'affrontent lors d'un premier tour sur un match, le vainqueur de cette confrontation rencontrant l'équipe classée première de sa conférence lors des finales de Conférence au meilleur des trois matchs.
|  | Premier tour     | Premier tour           | Premier tour        |                       |   | Finales de Conférence | Finales de Conférence | Finales de Conférence |  |  | Finales WNBA | Finales WNBA        | Finales WNBA |
|  |                  |                        |                     |                       |   |                       |                       |                       |  |  |              |                     |              |
|  |                  |                        |                     |                       |   |                       |                       |                       |  |  |              |                     |              |
|  |                  | 1                      | Liberty de New York | 2                     |   |                       |                       |                       |  |  |              |                     |              |
|  | Conférence Est   | 1                      | Liberty de New York | 2                     |   |                       |                       |                       |  |  |              |                     |              |
|  |                  |                        | 3                   | Sting de Charlotte    | 1 |                       |                       |                       |  |  |              |                     |              |
|  | 2                | Shock de Détroit       | 3                   | Sting de Charlotte    | 1 | 0                     |                       |                       |  |  |              |                     |              |
|  | 2                | Shock de Détroit       |                     |                       |   | 0                     |                       |                       |  |  |              |                     |              |
|  | 3                | Sting de Charlotte     | 1                   |                       |   |                       |                       |                       |  |  |              |                     |              |
|  |                  |                        |                     |                       |   |                       |                       |                       |  |  | E1           | Liberty de New York | 1            |
|  |                  |                        | 01                  | Comets de Houston     | 2 |                       |                       |                       |  |  |              |                     |              |
|  |                  |                        |                     |                       |   |                       |                       |                       |  |  |              |                     |              |
|  |                  |                        |                     |                       |   |                       |                       |                       |  |  |              |                     |              |
|  |                  | 1                      | Comets de Houston   | 2                     |   |                       |                       |                       |  |  |              |                     |              |
|  | Conférence Ouest | 1                      | Comets de Houston   | 2                     |   |                       |                       |                       |  |  |              |                     |              |
|  |                  |                        | 2                   | Sparks de Los Angeles | 1 |                       |                       |                       |  |  |              |                     |              |
|  | 2                | Sparks de Los Angeles  | 2                   | Sparks de Los Angeles | 1 | 1                     |                       |                       |  |  |              |                     |              |
|  | 2                | Sparks de Los Angeles  |                     |                       |   | 1                     |                       |                       |  |  |              |                     |              |
|  | 3                | Monarchs de Sacramento | 0                   |                       |   |                       |                       |                       |  |  |              |                     |              |

Lors des Finales WNBA, les Comets, championnes en titre s'imposent sur la première manche qui est disputée à New York. Le Liberty est nettement dominé en première mi-temps de la seconde manche, mais parvient à combler ses 18 points de retard sur le terrain de Houston. Tina Thompson donne un avantage de deux points aux Comtes à 2,4 secondes de la fin du match. Mais Teresa Weatherspoon réussit un des tirs les plus légendaires de l'histoire de la WNBA pour sauver son équipe de l'élimination et égaliser en réussissant de son demi-terrain un tir de très longue distance face aux Comets de Houston, connu comme « The Shot ». Pour la belle, toujours dans le Texas, Cynthia Cooper retrouve son niveau de MVP pour inscrire 24 points complétés par 11 rebonds et conduire les Comets à un succès sur le score de 59 à 47 avec 13 points et 6 rebonds de Tina Thompson had 13 points. Houston remporte le troisième de ses quatre titres consécutifs.

## Leaders de la saison régulière

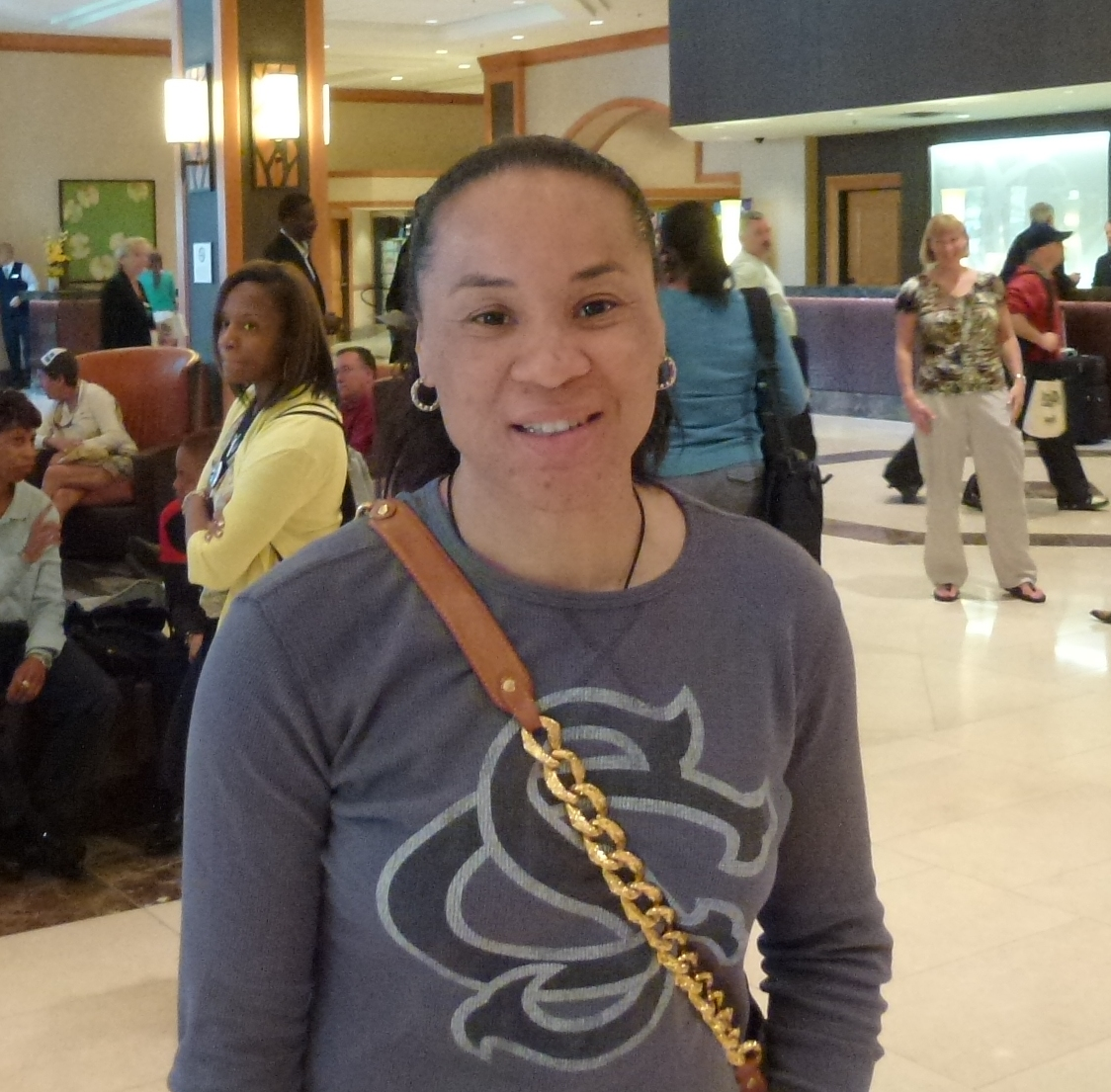
Dawn Staley, récompensée du Kim Perrot Sportsmanship Award.

| Catégorie                  | Joueur           | Équipe                 | Statistiques |
| -------------------------- | ---------------- | ---------------------- | ------------ |
| Points par match           | Cynthia Cooper   | Comets de Houston      | 22,1         |
| Rebonds par match          | Yolanda Griffith | Monarchs de Sacramento | 11,3         |
| Passes décisives par match | Ticha Penicheiro | Monarchs de Sacramento | 7,1          |
| Interceptions par match    | Yolanda Griffith | Monarchs de Sacramento | 2,5          |
| Contres par match          | Małgorzata Dydek | Starzz de l'Utah       | 2,4          |
| % aux tirs                 | Murriel Page     | Mystics de Washington  | 57,4%        |
| % aux lancers francs       | Eva Němcová      | Rockers de Cleveland   | 98,4%        |
| % à 3 points               | Jennifer Azzi    | Shock de Détroit       | 51,7%        |

## Récompenses individuelles
| - Meilleure joueuse de la saison : - Meilleure joueuse des Finales : - Rookie de l'année : - Meilleure défenseure de la saison : - Entraîneur de l'année : - Trophée Kim Perrot de la sportivité : | Yolanda Griffith (Monarchs de Sacramento) Cynthia Cooper (Comets de Houston) Chamique Holdsclaw (Mystics de Washington) Yolanda Griffith (Monarchs de Sacramento) Van Chancellor (Comets de Houston) Dawn Staley (Sting de Charlotte) |

| - All-WNBA First Team : F Sheryl Swoopes (Comets de Houston) F Natalie Williams (Starzz de l'Utah) C Yolanda Griffith (Monarchs de Sacramento) G Cynthia Cooper (Comets de Houston) G Ticha Penicheiro (Monarchs de Sacramento) | - All-WNBA Second Team : F Chamique Holdsclaw (Mystics de Washington) F Tina Thompson (Comets de Houston) C Lisa Leslie (Sparks de Los Angeles) G Teresa Weatherspoon (Liberty de New York) G Shannon Johnson (Miracle d'Orlando) |